# 白文奇
白文奇（1955年10月—），遼寧興城人，蒙古族。中国共産党党員。中国人民解放軍国防大学军事战略学专业毕业。中国人民解放军中将军衔，现任中国人民解放军北部战区空军政治委员。

## 生平
海軍航空兵出身，曾任海军航空兵某训练基地政治委员，海军东海舰队航空兵政治部副主任。2005年任南海舰队航空兵政治部主任，2008年任北海舰队副政治委員兼航空兵政治委員，2012年7月任北海艦隊政治委員，2015年7月任济南军区空军政委。2016年1月，任新建立的中国人民解放军北部战区首任空军政委。
2013年，授中国人民解放军中将军衔。同年当选第十二届全国人民代表大会解放军代表。